# Алішер Юсупов
Алішер Юсупов (узб. Alisher Xalimboy o'g'li Yusupov; 27 листопада 1998, Хорезмська область, Узбекистан) — узбецький дзюдоїст, бронзовий призер Олімпійських ігор 2024 року, призер чемпіонатів світу та Азійських ігор.

## Виступи на Олімпіадах
| Олімпіада  | Дисципліна      | Місце |
| ---------- | --------------- | ----- |
| Париж 2024 | понад 100 кг    | 3     |
| Париж 2024 | змішана команда | 7     |

## Зовнішні посилання
- Алішер Юсупов на сайті International Judo Federation (англійська)
- Алішер Юсупов на сайті JudoInside.com (англійська)
- Алішер Юсупов на сайті AllJudo.net (французька)